# Edgar Adams
Edgar Holmes Adams (ur. 7 kwietnia 1868 w Grafton, zm. 5 maja 1940 w Bayville) – amerykański pływak, medalista olimpijski z Letnich Igrzysk 1904 w Saint Louis.
Zdobywca srebrnego medalu w skokach do wody na odległość. Na tych samych igrzyskach zajął 4. miejsce w konkurencjach: 220 jardów i 880 jardów stylem dowolnym oraz 4 × 50 jardów stylem dowolnym, z drużyną New York Athletic Club.